# Medalla al Mérito Domingo Martínez de Irala
La Medalla Municipal al Mérito «Domingo Martínez de Irala» es la máxima condecoración otorgada por la Junta Municipal de Asunción, Paraguay. Está destinada a personas o instituciones, paraguayas o extranjeras, que hayan hecho aportes importantes en áreas como la cultura, la ciencia, el deporte o el servicio público, siempre que esos aportes hayan sido en beneficio de la ciudad de Asunción.

## Origen y propósito
Esta medalla lleva el nombre de Domingo Martínez de Irala, uno de los primeros gobernantes del Río de la Plata y del Paraguay en el siglo XVI y figura relevante en la fundación de la ciudad de Asunción. El reconocimiento se entrega a personas o colectivos que, mediante sus acciones o logros, han contribuido de forma relevante en distintos ámbitos de la vida comunitaria, siguiendo el ejemplo histórico de Irala.

## Galardonados
Entre las personas e instituciones que han recibido esta condecoración se encuentran:
- Francesca Crosa (2009)[1]

- Mirian Jacquet (2014)[2]

- Integrantes de la selección de fútbol indígena de Paraguay campeona de la Copa Americana de Pueblos Indígenas 2015 (2015)[3]

- Integrantes de la selección de fútbol de Paraguay campeona de la Copa América 1979 (2016)[4]

- Integrantes de la selección de fútbol universitaria de Paraguay vicecampeona del Mundial de Fútbol Universitario de 1976 (2016)[5]

- Equipo de la película Leal, solo hay una forma de vivir (2018)[6]

- José Agustín Fernández (2018)[7]

- Blanca López (2019)[8]

- Bibi Landó (2019)[9]

- Víctor Espìnola (2019)[10]

- Grupo Lince (2019)[11]

- Mario Cossio (2019)[12]

- Juan Ignacio Masulli (2021)[13]

- Mónica Masulli (2021)[13]

- Víctor Acuña (2021)[13]

- Nadia Ferreira (2021)[14]

- Andrea Lafarja (2022)[15]

- David Velázquez Seiferheld (2022)[16]

- José Oviedo Villalba (2022)[17]

- Carlos Aníbal Peris Castiglioni (2023)[18]

- Renzo Corti (2023)[19]

- Joel Sandino (2023)[20]

- Ayelen Alfonso (2023)[21]

- Dominick González Silvera (2024)[22]